# Giannetto De Rossi
Giannetto De Rossi (* 8. August 1942 in Rom; † 11. April 2021) war ein italienischer Maskenbildner, Spezialeffektkünstler und Filmregisseur.

## Leben
De Rossi ist der Sohn des Maskenbildners Alberto De Rossi und der Stylistin Grazia Miccinelli und begann als Assistent seines Vaters bei vielen, auch namhaften, Filmen der 1960er Jahre. Ab 1967 arbeitete er selbstständig für italienische und internationale Filme. Dabei waren sowohl Genreware, oft für Produktionen von Fabrizio De Angelis, als auch künstlerisch anspruchsvolle Werke. 1989 drehte er einen an Der Terminator angelehnten Film, Cyborg, il guerriero d’acciaio, als Regisseur.
Unter seinen Filmen finden sich 1900, Spiel mir das Lied vom Tod und Asterix und Obelix gegen Cäsar, aber auch Woodoo – Die Schreckensinsel der Zombies, Black Emanuelle – Stunden wilder Lust und Der Mörder-Alligator.

## Filmografie (Auswahl)

### Regisseur
- 1989: Cy-Warrior (Cyborg, il guerriero d’acciaio) (& Ko-Drehbuch)
- 1990: Killer-Krokodil II – Die Mörderbestie (Killer crocodile II) (& Ko-Drehbuch)

### Spezialeffekte / Maske
- 1979: Woodoo – Die Schreckensinsel der Zombies (Zombi 2)
- 1984: Der Wüstenplanet (Dune)
- 2003: High Tension (Haute Tension)